# Jules Renard

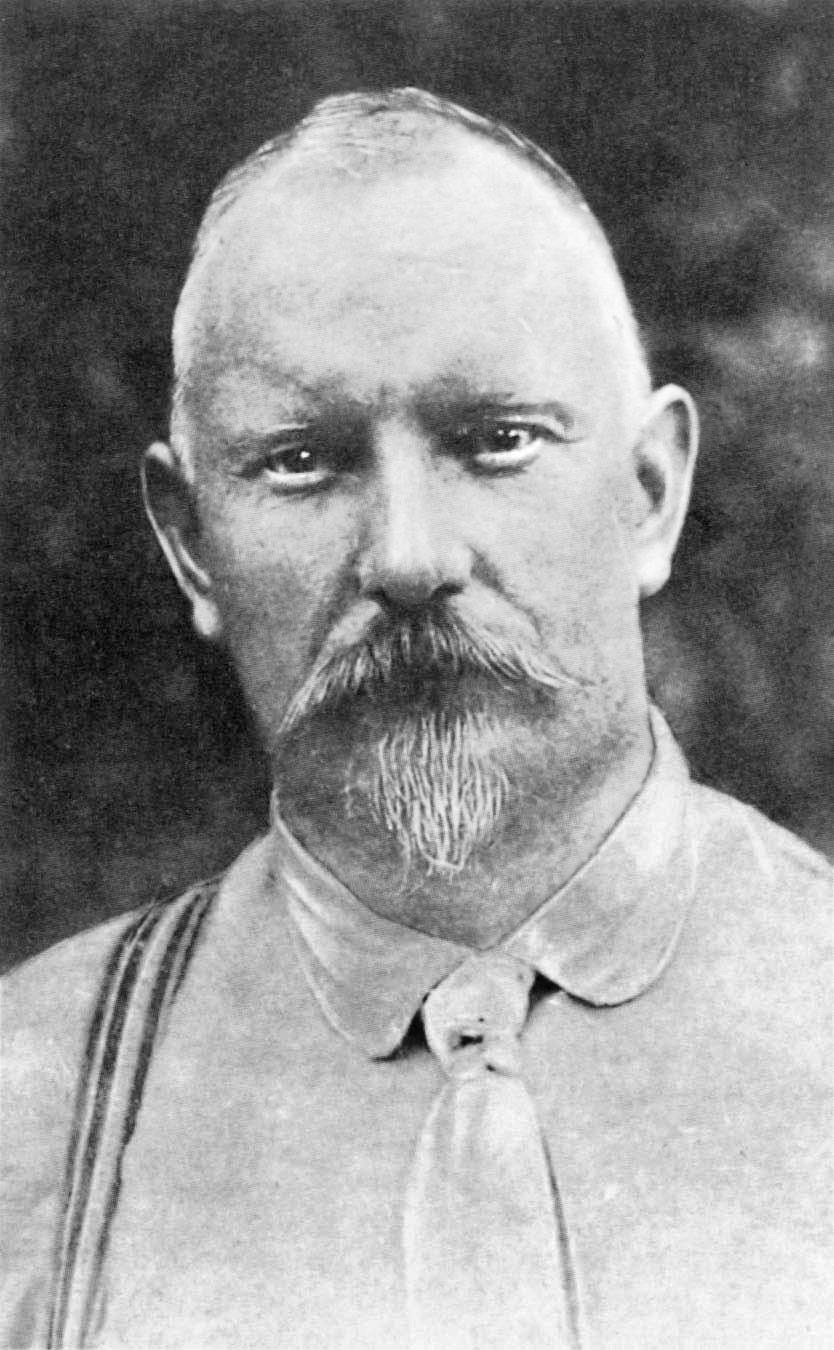
Jules Renard

Jules Renard (Châlons-du-Maine, 22 februari 1864 – Parijs, 22 mei 1910) was een Frans schrijver.

## Leven en werk
Renard werkte als huisleraar en jurist en begon vanaf 1886 romans, verhalen en toneelstukken te schrijven. Hij schreef in de stijl van het naturalisme, exact, met veel gevoel, precisie en originaliteit. Zijn eerste grote succes was de roman L'Ecornifleur uit 1892, die als De uitvreter in het Nederlands werd vertaald.
In Frankrijk worden zijn toneelstukken (met name “Monsieur Vernet”, 1903) nog met regelmaat gespeeld. Bekend (en ook in het Nederlands vertaald) zijn verder “Zo zijn onze dieren; natuurlijke historietjes” (1896, een lichtvoetig geschreven reeks korte dierenverhalen, in veel uitgaven treffend geïllustreerd door onder andere Pierre Bonnard, Henri de Toulouse-Lautrec en Peter Vos (en bovendien voor een deel op muziek gezet door Maurice Ravel) en “Poil de Carotte"(1894, nostalgische belevenissen van een ondeugende jongen met rood haar). Het boek is in het Nederlands vertaald onder de titel Peenhaar.

## Dagboek
Van blijvende waarde zijn ook zijn dagboeken gebleken (“Journal”, 1887-1910, in Nederland verschenen in de reeks Privé-Domein). Het dagboek van Renard is vanwege de ongelooflijke hoeveelheid “faits divers” en anekdotes weleens “de documentatie” genoemd bij het werk van Marcel Proust. Renard kon in enkele regels profielen schetsen zoals men die inderdaad bij Proust terugvindt.
Somerset Maugham en Julian Barnes waren bewonderaars van Renards dagboek.